# کیگازی‌تاماکوو
کیگازی‌تاماکوو (انگلیسی: Kigazytamakovo) یک شهرک در شهرستان میشکینسکی استان باشقیرستان کشور روسیه است.